# レヴェレーション・スペース
レヴェレーション・スペース (啓示空間、Reveration Space) シリーズは、アレステア・レナルズによるSF小説のシリーズ。

## 概要
現在よりも遥か未来を舞台としたSF小説のシリーズ。最初は啓示空間シリーズという名前ではなく「Exordiumユニバース」と呼ぶことを考えたが、そのシリーズ名はすでに使用されていることがわかったため没になった。このシリーズはおおよそ2050年から2700年までを舞台とした作品から構成されている。この世界では、恒星間航行は燃料を消費しない推進システムが利用されている。超光速航法もあるにはあるがとある理由で普及していない。異星人は存在しているが、ある理由で互いに接触を避けている。長編作品のうち、『カズムシティ』は外伝的な作品となっている。

## 登場種族・派閥

### 地球由来
連接脳派
意識拡張の結果誕生した、最も先進的な人類派生種。脳内に大量に埋め込まれたインプラントを介し精神を共有している。ネットに流された改変ウィルスによってその勢力を拡大した。ファイアウォールによりその波及は堰き止められ、純粋神経連合との戦争に入った。その結果、火星に閉じこめられたが、秘密裏にフォボスにて星間船を建造し、太陽系外へと逃れた。
無政府民主主義者
脳内インプラントを利用して、政府を必要とせずに民主的行動を行う一派。エウロパとイオを支配していたが後にイエローストーン星に移る。
ウルトラ属
人体の機械化を推し進めた人類派生種の一つ。多くはウルトラノート と呼ばれる宇宙船乗りで、星間交易に従事している。
スカイジャック属
ウルトラ属と同様に機械化を行っている。ウルトラ属が星間交易に従事しているのに対してスカイジャック属は軌道上の居住地や小惑星を住処としており、採掘業などに従事している。ウルトラ属とは文化が違うので身なりで区別できる。
アイスコーマー属
スカイジャック属の派生種で、エッジワース・カイパーベルト天体からの資源採掘に従事している。
ギリー属
鰓人とも呼ばれる水棲種。液体中で呼吸ができるよう身体改造しており、高速船の強大なGに耐え得る。
大気採集者属（アトモスフィアドレッジャー）
下層民（デニズン）
エウロパの熱水噴出口の周囲で生活できるように改造された人間。
純粋神経連合
かつてクラバインが属し、太陽系にて連接脳派と対立していた組織。連接脳派との戦争は史上最大の犠牲者を出したが、無政府民主主義者の仲介により停戦が行われた。
アイス修道院
24世紀中葉に設立された、冷凍睡眠者の保護を目的とした組織。
ミックスマスター
生体工学／遺伝学等の生命科学の最先端を担う組織。DNAの鎖で綾取りをする図を紋章とする。
シルベステ家
名家の一つ。グリッターバンドにてその名声の礎を築いた。その後の政変により没落する。
ギルガメッシュ・イシス政府
ガニメデとカリストを支配する、木星衛星群における二大勢力の一つ。エウロパとイオを支配する無政府民主主義者とは対立状態にある。
ハイパー豚
代替臓器開発の過程で生まれた、人間と同等の脳を持つ豚。
ハイパー霊長類
イエローストーン星では融合疫禍以後、労働力として活躍している。

### 異星由来
アマランティン族
五十光年以内で八番目に発見された絶滅異星種族。翼竜様生物から進化し、既に滅んだとされていた。
サンスティーラー
飛行技術への挑戦からアマランティン族を追放された一派。後に強大な技術を手に入れ、神格化される。太陽活動による破局から生き残るため、ハデス星の中性子星コンピュータとラスカイユ・シュラウド空間へ退避していた。
ウジ虫族
イエローストーン星のカズムの底で発見された知性体。長い間捕らえられ、拷問下でドリームフュエルの分泌を行っていた。
ナメクジ族
慣性重力制御技術の供与者。多細胞無脊椎動物。青っぽく柔らかい原形質の袋及び必要に応じ突出させる付属肢がある。反知性戦争の間、知能を持たないネストビルダー族に寄生する事でインヒビターから隠れていた。
ネストビルダー族
酸素呼吸をする節足動物。知的生命体であるナメクジ族に寄生されている。かつては宇宙飛行能力を持つまでに発展したが、後に知性を失い、体内の自己複製機械により生命を維持されながら星間をわたっている。
パターンジャグラー
海洋型マトリクス／生体アーカイブス／集合知性。接触した全ての事象を記録している。人類の脳に干渉し、種々の影響を与える。かつて星間航行能力を持っていたと考えられ、複数の恒星系にてその存在が確認されている。

## 用語
隠匿兵器／地獄級兵器
連接脳派により造られ、すぐに隠された四十機の兵器。殆どが既存の兵器とは桁違いの強大な破壊力を持ち、惑星や恒星を破壊することも可能。ノスタルジア号によって発見され、接収される。
黎明期戦争
銀河系誕生から十億年後に一斉に芽生えた各宇宙航行種族の衝突による戦争。
抑制者（インヒビター）／狼（ウルフ）
黎明期戦争後に造られた、一定以上の知性を抑圧するための増殖自動機械群。銀河各地に罠を設置し、知的生物がそれに触れると起動して襲いかかってくる。インヒビターの知性は制限を受けているため、現在は劣化が見られている。
融合疫
カズムの底にいたギデオンから蔓延した疫病、イエローストーン星を席捲した。高度な機械を侵蝕し、暴走増殖に至らしめる。
アルファ／ベータレベル・シミュレーション
脳スキャンや言動の追随により、チューリング適合となった人工意識体。アルファレベルでは人権をも持つ。機械制御などを行う下等な人工意識は、ガンマレベル (ganma-level)として区別される。
従僕機（サービター）
ドローンの一種
連接脳派エンジン
連接脳派のみが製造可能な近光速船エンジン。二基一対のエンジンにより構成され、それらは約一キロメートルの距離も置いてペアリングされている。二基のエンジンを千六百メートル以上離すことは禁忌とされ、大規模な爆発を招く。その原理は連接脳派により厳重に秘匿され、逆アセンブルに対しては自爆をもって答える。その演算処理には優れた処理能力を持つ人間の脳が使用され、連接脳派では非常な名誉なこととされている。エンジンの発するタウニュートリノがインヒビターに感知されていることが分かり、製造が中止された。宇宙開闢時と接続された量子ワームホールより汲み上げられた、クォーク／グルーオンのプラズマをエネルギー源としている。同様の原理が地獄級兵器にも使用されている。
キメラ
人体機械化のこと。過度に機械化した者をエクストリーム・キメラと呼ぶ。
回転型居住施設（カルーセル）
“回転木馬”とも呼ばれる、回転により疑似重力の与えられている居住施設。
ノスタルジア・フォー・インフィニティ号
船長と三人船内委員により運営されている近光速船。リサーガム星ではダニエル・シルベステの身柄を手に入れるために脅迫活動を行ったため、乗組員は戦犯として手配されている。ジョン・ブラニガン船長が疫病に侵されてからは、サジャキ、ヘガジ、イリア・ボリョーアの３人の船内委員によって統治されてきた。地獄級兵器を回収し、管理してきた。ボリョーアによって船長の冷凍が解かれてからは、疫病とともに船長と一体化した。一体化後の船長の意志により、地獄級兵器の３１番によって船体を切断されて破壊した。
八十人組
カルビンが実施した、脳スキャンによる精神シミュレーション実験の先駆。未熟な脳スキャン技術により身体は破壊されるが、引き替えにデータとしての不死性を手に入れられるはずだった。しかしデータの多くはハングアップし、正常に機能し続けたのは5%のみであった。
ベルエポック期
融合疫禍以前の、カズムシティの最盛期。
淵（カズム）
イエローストーン星に有る巨大な割れ目。大量のガスを噴出している。タンジェリンドリームとの近接遭遇時の名残と言われている。クレーター外輪山の内部にあるため、風化が防がれている。
蚊帳（モスキーネット）
自身の死を暗殺者に依頼する、天上界のゲーム。そのルールは双方に勝機があるよう、厳密に定められている。ミラベルが発案し普及させ、既存の堆肥界の人間を狩るゲームに取って代わらせた。
輿
融合疫によりカズムシティが汚染されて以来、体内のインプラントの保持したまま、外界から遮断されることによって安全を確保するための防壁。
ハーメティク
融合疫の蔓延後、密閉空間で生きる天上界の一派。移動には“輿”を使う。
ホットダスト／ピンヘッド
反物質爆弾。約12分の1グラムの反リチウムを積み、TNT火薬2キロトンほどの威力を持つ。
クロックワーク銃
ハイパーダイヤモンド製の検知器に反応しない銃。
モミオ
各船団に積載されている冷凍冬眠者。彼らは不死化セラピーを受けている。船団で起きている船員は彼らの維持の為に存在する。
序論（イクソーディアム）
ガリアナが火星で行った実験。フェリカも参加した。量子の重ね合わせを意識に繋ぐ。
ウルフにより滅びた未来からのメッセージにより、船の建造中止や地獄級兵器の製造が行われた。
消し屋（イレイザーヘッド）
マンデルスタム規定に基づきアルファ／ベータレベル記録の消去を行う専門捜査官の通称。
地虫
地域隔離のための兵器の一種。ウロボロス級などのランクがある。
血の塔
ゴルゴダ星にある、高さ約二百五十メートルの塔。表面は血管上の構造が見られる。内部は螺旋状になっており、無数の扉によって区切られ、その扉の前には謎が仕掛けられている。出題される謎を順次正解することによって門は開き、不正解の場合には罰が与えられる。謎は次第に難易度を増し、罰も厳しくなってゆく。また制限時間の追加や、門をくぐるための身体改造が必要になるなど、新たな制限も追加されてゆく。
奇獣園
グラーフェンワルダーが蒐集した多くの動物、フリークスが展示されている。

## 天体・地名など
太陽（ソル星）系（第一星系）
地球
第二マウンダー極小期に入って太陽の活動が弱まると、他の内惑星とともに、農業、エネルギー生産力が低下し、木星・土星衛星群に主導権を譲り渡す。
火星
長城
サンドラボイによって設計されたネスト。連接脳派の初期の本拠地。
木星
エウロパ
無政府民主主義者が支配する。デニズンの反乱により、都市が海中に落下して崩壊した。
イエローストーン星
エリダヌス座イプシロン星系にある。ソル星系のタイタンより大きい。窒素・メタン・アンモニアの混合大気を有する。地表のほとんどは極めて低温で、暴風と鉄砲水と雷雲が荒れ狂う。カズムシティとフェリスビルの二大都市が存在。同じ星系にはガス惑星のタンジェリンドリームがある。
カズムシティ
イエローストーン星第１の都市であり、ベルエポック期には、銀河内で最も富や技術、文化が集中し、人類の有する都市の中では歴史上もっとも発展した都市であった。融合疫により、大打撃を被るが、以後も無政府民主主義者の中心的都市として栄えた。直径６０㎞のクレーター内の中心部に大量の地殻内ガスが噴出する巨大なカズム（淵）があり、これを取り囲むように作られたドーナツ型のドーム（蚊帳（モスキートネット））内部に都市がある。カズムから発生するガスを巨大濾過装置で呼吸可能な大気成分に作り変え、ドーム内に供給することで、人類が居住可能となっている。融合疫後は上層部の天上界と下層部の堆肥界に分かれている。
中性子星ハデス
中性子星の外観をまとった、マトリクス。集合記憶体。
ラスカイユ・シュラウド
くじら座タウ星系近傍にある。2338年にベルンスドッティルによって発見され、2373年にフィリップ・ラスカイユが生還。その突破口が開かれた。
スカイズエッジ星

## 作品リスト
- 啓示空間 (Revelation Space 2000)
- カズムシティ (Chasm City 2001) - 2001年英国SF協会賞受賞
- 量子真空 (Redemption Ark 2002)
- Absolution Gap (2003)
- The Prefect (2007)
- Elysium Fire（2018）
- Inhibitor Phase（2021）
- Machine Vendetta（2024）
- 短編集
  - 火星の長城 (Great Wall of Mars)
  - 銀河北極 (Galactic North)

## 評価
『カズムシティ』が2001年英国SF協会賞を、『ウェザー』（『火星の長城』に収録）が2008年星雲賞海外短編部門を受賞した。

### インターネット上で無料公開された短篇
- "エウロパのスパイ（A Spy in Europa）" - 『90年代SF傑作選（上）』（ハヤカワ文庫）に収録。